# Mission to Escape
Mission to Escape é uma empresa de jogos de escape localizada em Portugal.

## Historia e Expansão
A empresa foi inaugurada em 2015, na Rua do Sol ao Rato, em Lisboa. As duas primeiras salas de escape criadas pela empresa foram O Mistério do Vinho do Porto e O Mistério dos Descobrimentos, que deram início ao ramo Mission e permaneceram abertas até ao final de 2017. Nesse mesmo ano, Mission to Escape inaugurou sua segunda filial na cidade do Porto, com duas novas salas temáticas: O Orfanato e o Esconderijo de Escobar. Após isso, em 2018, a empresa inaugura mais uma filial, desta vez em Benfica. Nessa nova sede são inauguradas mais duas salas temáticas chamadas O Sarcófago e O Testamento.

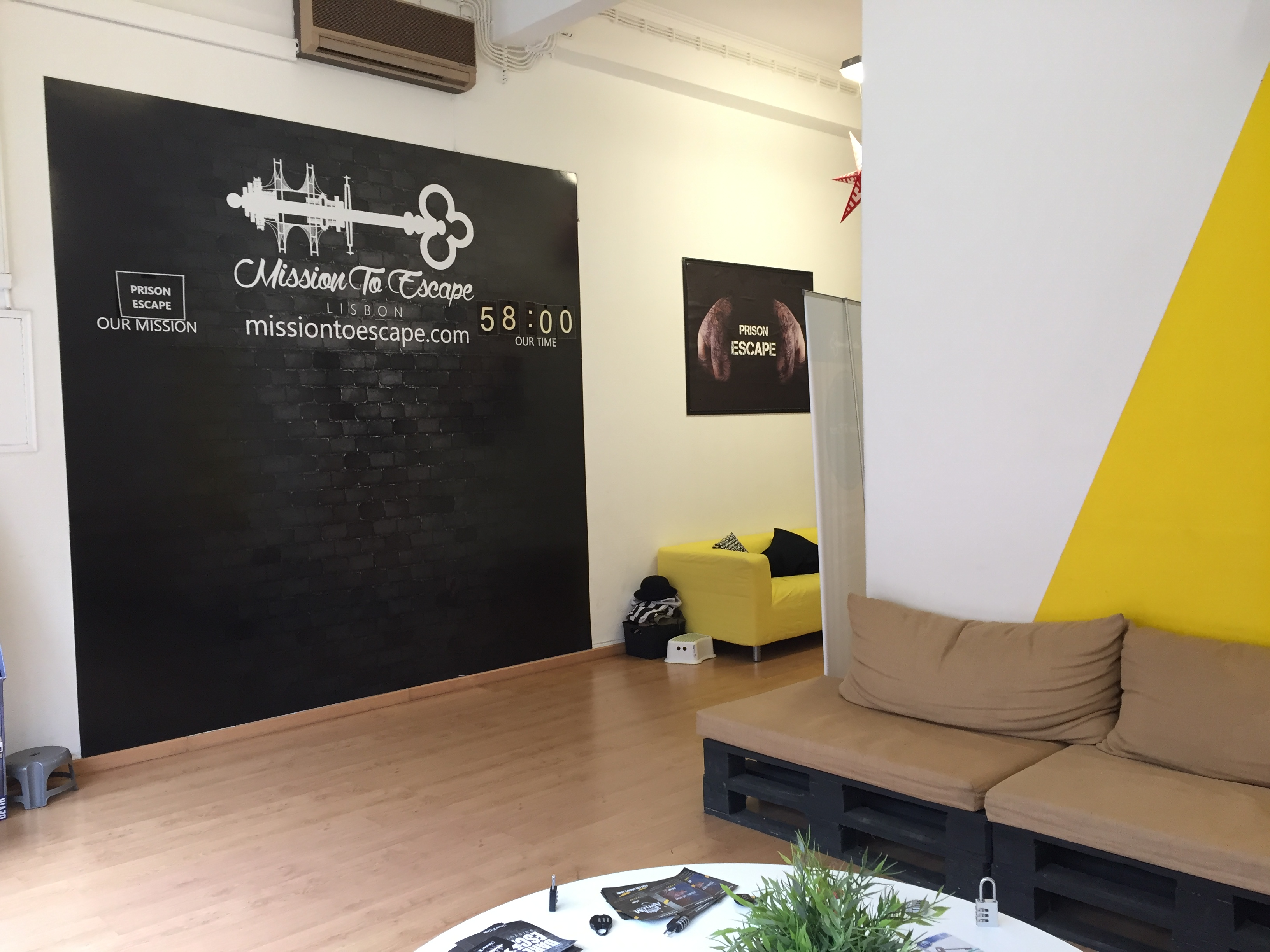
Mission to Escape conta com amplo espaço para inúmeras salas de mistério

## Historia das Salas

### Lisboa (2015-2017)
Mistério dos Descobrimentos: foi um escape game que levava em uma viagem até à Índia no ano de 1500, até que se perde pelas terras de Vera Cruz. Diziam os comandantes que naquele lugar estaria escondido um fantástico tesouro, que poderia mudar a história da Humanidade.
Mistério do Vinho do Porto: esta sala falava sobre a história de uma família portuguesa que produzia vinho do Porto por mais de 15 gerações. Em uma reunião com primos afastados, os ingleses descobriram que eles disputavam a invenção deste néctar. Os participantes deveriam percorrer os cantos da sala do Mistério do Vinho do Porto até encontrar uma garrafa que lhes desse a certeza sobre a origem da invenção da bebida.

### Lisboa (2017-2018)
Catacomb Jones: inspirado na odisseia cinematográfica Indiana Jones e que reúne aventuras do início ao fim.
Ocean’s 5: a missão passa por protagonizar um roubo e sair ileso.
Prison Escape: jogo baseado em escapar de uma prisão.
Templars’ Codex: uma missão sobre os meandros da história e religião.
The White House:sala inspirada em um panorama político do cenário atual.
License to Escape: sala baseada em filmes de espionagem.

### Porto (2017)
O Esconderijo do Escobar: nesta sala, os participantes devem procurar pistas sobre o esconderijo do narcotraficante Pablo Escobar.
O Orfanato: sala em que os participantes deverão escapar de um dos orfanatos mais antigos e assustadores da cidade de Porto.

### Benfica (2018)
O Sarcófago: escape baseado na fuga das Pirâmides egípcias.
O Testamento: os participantes deverão encontrar pistas de um professor que está desaparecido.

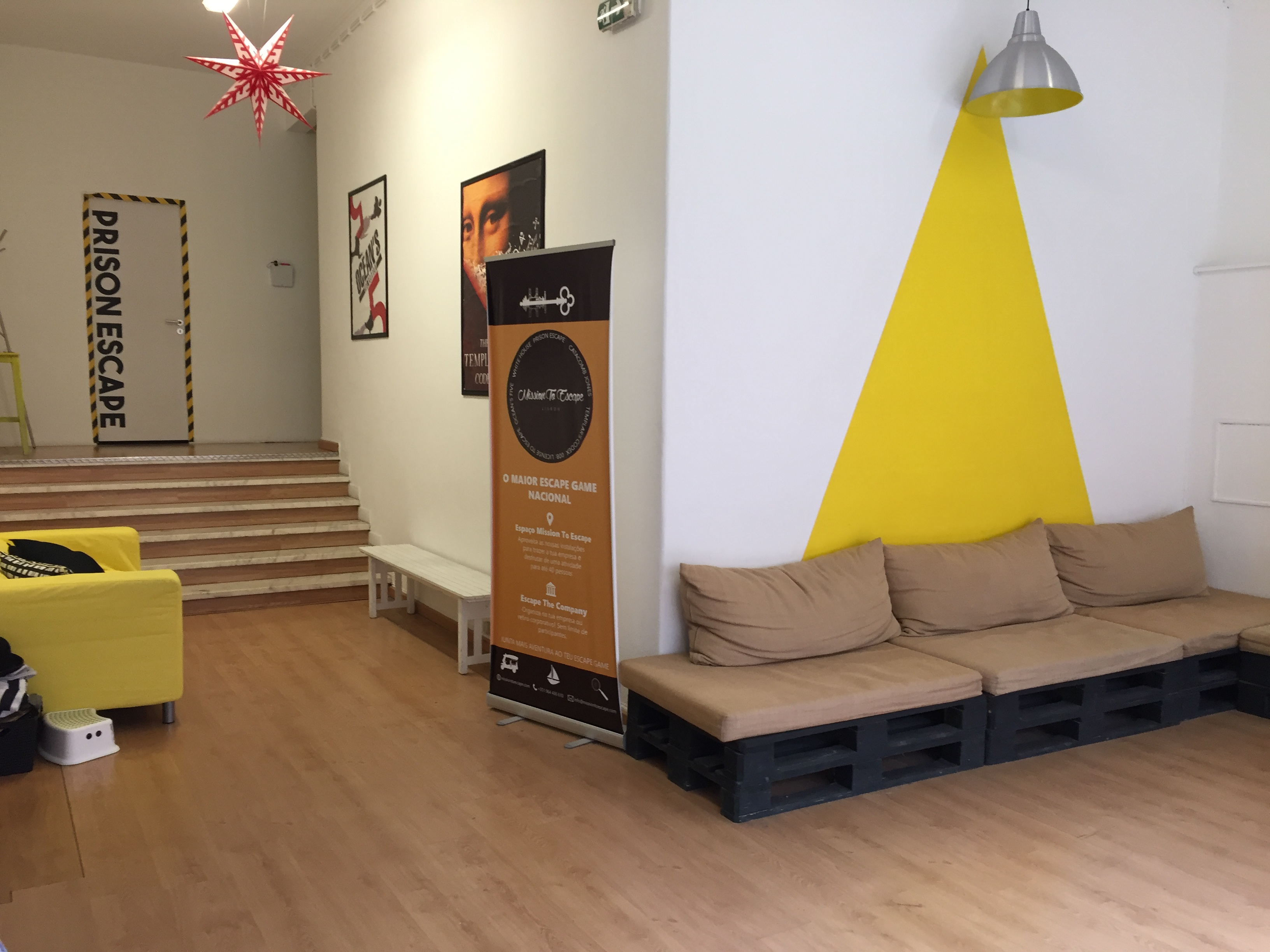
Empresa é uma das referências no mercado português

## Mission to Escape no mercado português
A Mission to Escape é a empresa do ramo que comporta mais salas num mesmo espaço. Em 2017 e 2018, em conjunto com o Escape2Win, desenhou e difundiu no mercado a Escape Game Week, uma semana que reuniu a maioria dos escapes games em Portugal, por forma a divulgar o conceito e a trazer ao conhecimento dos portugueses este novo tipo de entretenimento. É também a empresa dentre os escape games com um público mais virado para a área empresarial e desenho de jogos. Tendo construído várias dinâmicas com diferentes atuações, desde entretenimento a práticas de recrutamento conjuntas para grandes empresas.